# Craig Brackins
Craig Lee Brackins (nacido el 9 de octubre de 1987 en Lancaster, California) es un jugador de baloncesto estadounidense que actualmente se encuentra sin equipo Con 2,08 metros de estatura, juega en la posición de ala-pívot.

## Trayectoria deportiva

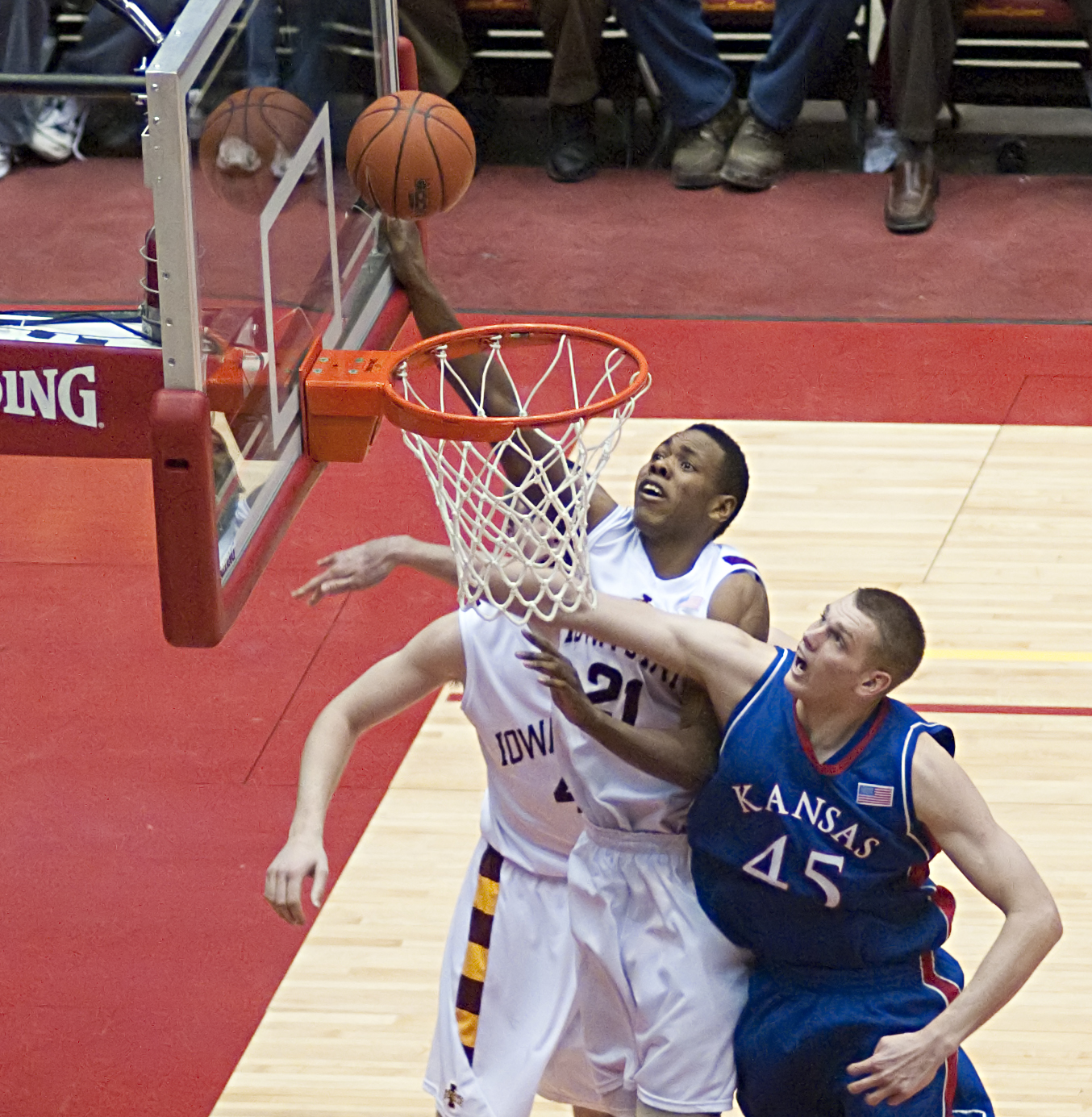
Brackins con los Cyclones.

### Universidad
Brackins eligió la Universidad de Iowa State para desarrollar su carrera universitario, y jugó con los Cyclones durante tres temporadas. En su primer año disputó como titular los 32 partidos del equipo, y fue el tercer máximo anotador con 11.4 puntos por partido. En su segunda temporada aumentó sus promedios hasta los 20.2 puntos y 9.5 rebotes, liderando a los Cyclones en ambos apartados estadísticos. Además, fue incluido en el mejor quinteto de la Big 12 Conference, fue mención honorable del All-American por Associated Press y nombrado mejor jugador de la semana de la conferencia en tres ocasiones. En su tercera y última campaña en Iowa State lideró al equipo un año más en anotación (16.5 puntos) y fue el segundo máximo reboteador con 8.5 rebotes por encuentro. Brackins se declaró elegible para el Draft de la NBA de 2010 el 12 de marzo de 2010.

### Profesional
Fue seleccionado en la 21.ª posición del Draft de la NBA de 2010 por Oklahoma City Thunder, aunque fue inmediatamente traspasado a New Orleans Hornets. El 23 de septiembre, antes del comienzo de la competición, fue traspasado junto con Darius Songaila a Philadelphia 76ers a cambio de Willie Green y Jason Smith.

#### Estadísticas

##### Temporada regular
| Año     | Equipo       | PJ | PT | MPP  | %TC  | %3P  | %TL  | RPP | APP | ROB | TPP | PPP |
| ------- | ------------ | -- | -- | ---- | ---- | ---- | ---- | --- | --- | --- | --- | --- |
| 2010-11 | Philadelphia | 3  | 0  | 11.0 | .250 | .000 | .000 | 1.3 | .3  | .3  | .0  | 2.7 |
| 2011-12 | Philadelphia | 14 | 1  | 6.3  | .273 | .333 | .500 | 1.1 | .6  | .0  | .1  | 1.6 |
| Total   | Total        | 17 | 1  | 7.1  | .265 | .214 | .500 | 1.1 | .5  | .1  | .1  | 1.8 |